# Мартин Фробишър
Сър Мартин Фробишър (на английски: Martin Frobisher) е английски мореплавател и капер, който през 1576 – 1578 г. предприема три експедиции до бреговете на Северна Америка в търсене на морски път за Китай и Индия през т.нар. Северозападен проход.

## Ранни години (ок. 1535 – 1576)
Роден е около 1535 година в село Алтофтс, община Уейкфийлд, графство Западен Йоркшър, Англия, в семейството на търговеца Бърнард Фробишър и Маргарет Йорк. Израства в Лондон, отгледан от сър Джон Йорк – роднина на семейството.
Става юнга през 1544 г., едва 9-годишен. През 1554 е заловен от португалците и прекарва известно време в плен, след което започва работа като търговец в Мароко. По-късно той става пират, опериращ от пристанище в Южна Ирландия.

## Експедиционна дейност (1576 – 1578)

### Първа експедиция (1576)
Още през 1560 Фробишър решава да извърши пътуване в търсене на Северозападния проход. Много години му отнема за намиране на средства. През 1576 успява да убеди Руско-американската компания да финансира експедицията му.
На 7 юни 1576 от устието на река Темза поема на север на кораба „Габриел“ с екипаж от 23 души и още три спомагателни малки кораба. Преминава покрай Шетлъндските о-ви, завива на запад и на 11 юли, на 61° с.ш., достига до бреговете на Гренландия. Скоро един от корабите потъва с целия екипаж, а друг дезертира. С останалите два кораба Фробишър заобикаля южния край на Гренландия, взема курс на запад и на 20 юли, на 63º с.ш., открива югоизточната част на остров Бафинова земя – полуостровите Мета Инкогнита – на югозапад и Хол – на североизток, залива Фробишър между тях и остров Локс Ленд (62°20′ с. ш. 64°30′ з. д. / 62.333333° с. ш. 64.5° з. д.). Там европейците за първи път се срещат с американските ескимоси и поради това, че те му „приличат на татари“, той си мисли, че е достигнал азиатските брегове. Моряците слизат на сушата и донасят оттам растения и черни камъни, в които има златни нишки, приети от тях за златна руда.
По време на търговията с ескимосите лодка с петима моряци изчезва безследно и с оредялата си команда Фробишър не се решава да продължи на запад и на 2 октомври се връща в Англия.

### Втора експедиция (1577)
Веднага след завръщането му е създадена „Китайската компания“, която получава големи търговски привилегии. Кралицата награждава Фробишър с титлата „Главен адмирал на всички морета, езера, земи и острови“. За нейна сметка е оборудвана нова експедиция на голям 200-тонен кораб и още два спомагателни с екипаж от 140 души, сред които има войници и миньори. Големият кораб трябва да бъде бързо натоварен с руда и да се върне веднага в Англия, а с останалите два Фробишър трябва да продължи на запад до Китай.
На 26 май 1577 експедицията напуска устието на река Темза, преминава покрай Оркнейските о-ви и достига отново до п-ов Мета Инкогнита. Там Фробишър заповядва на своите хора с музика и маршировка пред изумените погледи на местните ескимоси да влязат във владение на новооткритата земя. Набързо натоварват корабите със „златна руда“ и на 23 септември тържествено се завръща в Англия.

### Трета експедиция (1578)
След като комисия от „учени“ установява, че в рудата, докарана от Фробишър, действително се съдържа много злато, англичаните са обхванати от златна треска. Фробишър е назначен за началник на голяма флотилия от 15 кораба – военни, товарни и бързоходни за по-нататъшни открития.
На 30 май 1578 флотилията потегля от Англия, като основната ѝ цел е основаването на английска колония и построяването на крепост, която ще охранява новооткритите златни находища, а най-накрая достигайки по възможност и до Китай. На 2 юли флотилията достига до входа на залива Фробишър, но в резултат на разразилата се снежна буря един от големите кораби потъва, след като се сблъсква с айсберг, а екипажът е спасен с големи усилия. Останалите кораби са разпръснати далеч на юг и блуждаят няколко дни, докато успеят да се съберат отново. Фробишър повежда корабите на североизток, където са открити протокът Габриел между п-ов Мета Инкогнита на запад и група малки острови (Резолюшън, Еджъл и др.) на изток. Строителството на крепостта се отлага, поради потъването на кораба, на който са натоварени строителните материали. Трюмовете на останалите кораби са напълнени със „златна руда“ и през септември флотилията се завръща триумфално в Англия.
По време на разтоварването на корабите, голяма част от „рудата“ е разграбена от различни златотърсачи, но нито един от тях не намира и късче злато в нея. Въпреки всичко трите експедиции на Фробишър полагат началото на истинското откриване на Гренландия и Американска Арктика. Той първи установява, че при топенето си айсберзите дават сладка, а не солена вода и на базата на тези наблюдения стига до извода, че те се образуват на сушата и се спускат след това в океана.

## Следващи години (1578 – 1594)
След последната си експедиция Фробишър навеки се прощава с Арктика. Той последва примера на Френсис Дрейк и се връща към своята първоначална „професия“ – търсене на ценни метали... в трюмовете на испанските кораби, идващи от Америка в Европа. Както мнозина други английски пирати, през 1588 г. взема активно участие в битката срещу „Непобедимата армада“, за което е посветен в рицарство.
През ноември 1594 г., край бреговете на Франция по време на обсадата на Брест, Фробишър е ранен с огнестрелно оръжие и няколко дни по-късно на 15 ноември умира от раните си в Плимут, Англия.

## Памет
Неговото име носят:
- залив Фробишър (62°50′ с. ш. 66°35′ з. д. / 62.833333° с. ш. 66.583333° з. д.), на югоизточното крайбрежие на остров Бафинова земя, Канада;
- остров Фробищър (63°30′ с. ш. 68°00′ з. д. / 63.5° с. ш. 68° з. д.), в залива Фробишър.